# Achyrolimonia recurvans
Achyrolimonia recurvans är en tvåvingeart som först beskrevs av Alexander 1919.  Achyrolimonia recurvans ingår i släktet Achyrolimonia och familjen småharkrankar. Inga underarter finns listade i Catalogue of Life.